# Campeonato Asiático de Atletismo de 2017 - Salto com vara masculino

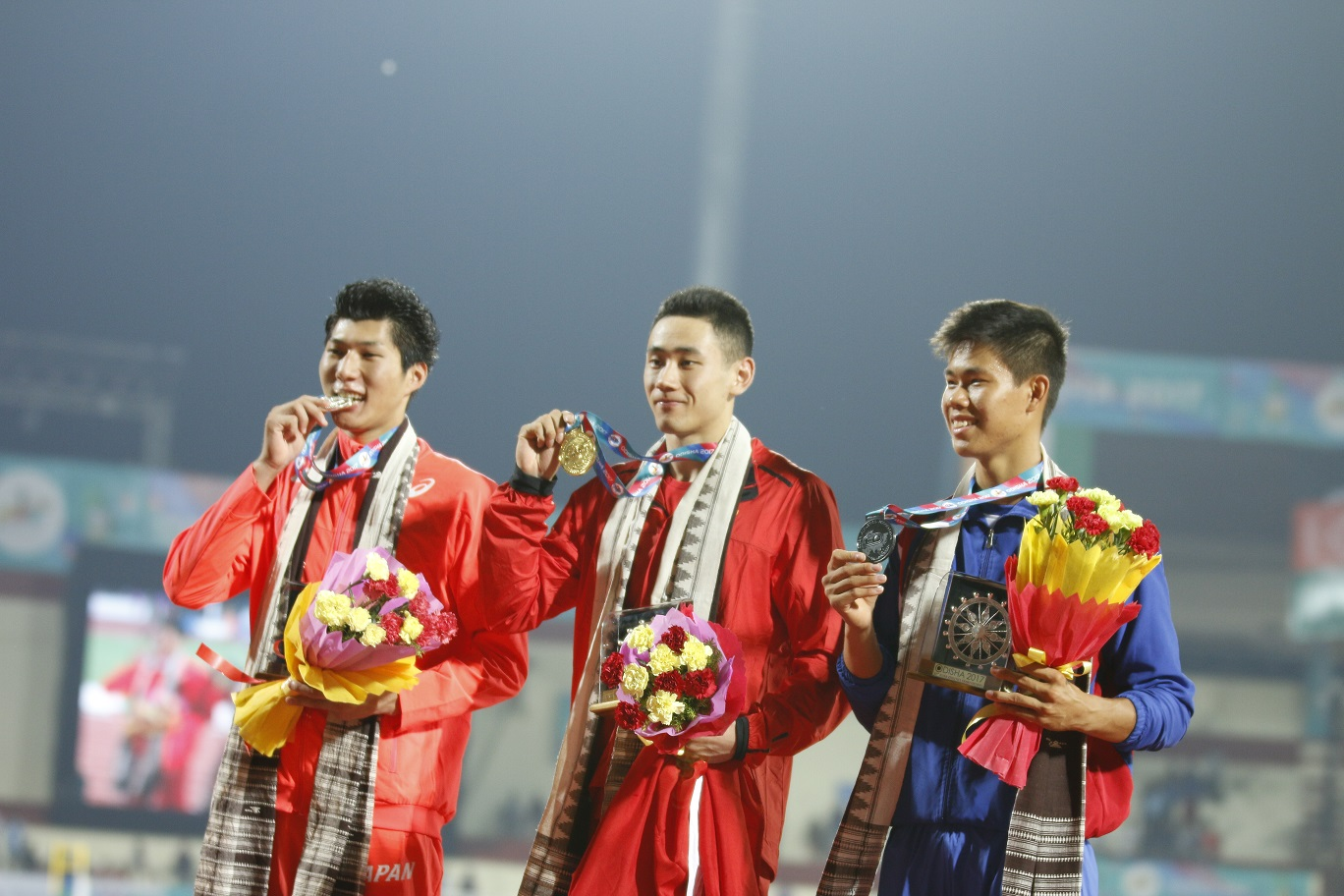
No salto com vara masculino, o chinês Ding Bangchao ganhou o ouro, o japonês Masami Ejima ganhou a prata e o filipino Ernest John ganhou o bronze - 22º Campeonato Asiático de Atletismo em Bhubaneswar.

A prova do salto com vara masculino do Campeonato Asiático de Atletismo de 2017 foi disputada no dia 6 de julho de 2017 no Kalinga Stadium em Bhubaneswar, na Índia. 

## Recordes
Antes desta competição, os recordes mundiais e do campeonato nesta prova eram os seguintes:
|                       | Nome              | Nacionalidade | Altura  | Local     | Data                    |
| --------------------- | ----------------- | ------------- | ------- | --------- | ----------------------- |
| Recorde mundial       | Renaud Lavillenie | França        | 6m 16cm | Donetsk   | 15 de fevereiro de 2014 |
| Recorde do campeonato | Grigoriy Yegorov  | Cazaquistão   | 5m 70cm | Manila    | 2003                    |
| Recorde asiático      | Grigoriy Yegorov  | Cazaquistão   | 5m 90cm | Estugarda | 19 de agosto de 1993    |

## Medalhistas
| Ouro                | Prata              | Bronze                   |
| Ding Bangchao (CHN) | Masaki Ejima (JPN) | Ernest John Obiena (PHI) |

## Resultado final
| Posição           | Atleta              | Nacionalidade  | 4.85 | 5.00 | 5.10 | 5.20 | 5.30 | 5.40 | 5.50 | 5.60 | 5.65 | 5.70 | Resultados | Notas |
| ----------------- | ------------------- | -------------- | ---- | ---- | ---- | ---- | ---- | ---- | ---- | ---- | ---- | ---- | ---------- | ----- |
| Medalha de ouro   | Ding Bangchao       | China          | –    | –    | –    | o    | –    | o    | xo   | o    | xxo  | xxx  | 5.65       |       |
| Medalha de prata  | Masaki Ejima        | Japão          | –    | –    | –    | o    | –    | xo   | o    | xo   | xxo  | xxx  | 5.65       | AJS   |
| Medalha de bronze | Ernest John Obiena  | Filipinas      | –    | xo   | –    | o    | –    | o    | xxo  | xx–  | x    |      | 5.50       |       |
| 4                 | Patsapong Amsam-Ang | Tailândia      | o    | o    | o    | o    | o    | o    | xxx  |      |      |      | 5.40       |       |
| 5                 | Han Du-hyeon        | Coreia do Sul  | –    | –    | –    | xo   | –    | o    | xxx  |      |      |      | 5.40       |       |
| 6                 | Danil Polyanskiy    | Cazaquistão    | –    | o    | o    | xo   | xxx  |      |      |      |      |      | 5.20       |       |
| 7                 | Hussain Al-Hizam    | Arábia Saudita | –    | –    | –    | xxo  | x–   | xx   |      |      |      |      | 5.20       |       |
| 8                 | Xia Xiang           | China          | –    | xo   | –    | xxx  |      |      |      |      |      |      | 5.00       |       |
| 9                 | Yotsakon Khumniem   | Tailândia      | xo   | xxo  | xxx  |      |      |      |      |      |      |      | 5.00       |       |
| 10                | S. Siva             | Índia          | –    | xxx  |      |      |      |      |      |      |      |      | NM         |       |

Legenda
| Recorde mundial       | Recorde mundial (World record)               |                       | Recorde africano                      | Recorde africano (African) |                                           | Q | Classificado por posição (Qualified) |
| Recorde do campeonato | Recorde do campeonato (Championship record)  | Recorde da América    | Recorde da América (Americas)         | q                          | Classificado por melhor tempo (Qualified) |   |                                      |
| Melhor marca do ano   | Melhor marca do ano (World leading)          | Recorde asiático      | Recorde asiático (Asian)              | DNS                        | Não largou (Did not start)                |   |                                      |
| Recorde nacional      | Recorde nacional (National record)           | Recorde europeu       | Recorde europeu (European)            | DNF                        | Não terminou (Did not finish)             |   |                                      |
| Recorde pessoal       | Recorde pessoal do atleta (Personal best)    | Recorde da Oceania    | Recorde da Oceania (Oceania)          | DSQ / DQ                   | Desclassificado (Disqualified)            |   |                                      |
| Recorde da temporada  | Recorde da temporada do atleta (Season best) | Recorde sul-americano | Recorde sul-americano (South America) | NM                         | Sem marca (No mark)                       |   |                                      |